# GS03
GS03（ジーエス ゼロサン）は、華為技術日本が開発しイー・アクセスが販売する、HSPA+/W-CDMA及びGSM通信方式に対応するAndroidをOSに搭載したスマートフォン。

## 概要
日本国外で発売されているHUAWEI Ascend P1 (U9200)として発売されているをイー・モバイル向けにカスタマイズした機種である。
ユーザによる電池パック交換は不可能で、預かり修理扱いとなる。
附属するUSBケーブルは、GL07Sおよび302HWにも共通設定されている。附属するACアダプタはGL07Sにも共通設定されている。

## 歴史
- 2012年5月31日 - 発売を正式発表
- 2012年6月14日 - 発売開始
- 2012年7月24日 - 新色 マットブラック発表
- 2012年7月24日 - マットブラック発売開始
- 2012年8月27日 - ソフトウェアアップデート
- 2012年12月25日 - ソフトウェアアップデート